# Népgazdasági Tanács
A Népgazdasági Tanács egy gazdasági csúcsszerv volt Magyarországon 1949 és 1952 között. 

## Története
A Népgazdasági Tanács  a legfelsőbb gazdasági szerv volt Magyarországon 1949 júniusa és 1952 novembere között. Az 1949. június 11-én megszüntetett  Gazdasági Főtanács jogkörét vette át. Miniszteri rangú elnökét és a testület tagjait eredetileg a köztársasági elnök, majd a Magyar Népköztársaság Elnöki Tanácsa nevezte ki. A Népgazdasági Tanács 1952. november 24-én megszűnt. Feladatkörét 1952. december 1-jén a Minisztertanács vette át.

## Hatásköre
A népgazdasági tervek alapján irányította az ország gazdaságát, összhangba hozta a gazdasági minisztériumok és egyéb gazdasági szervek működését.  Feladata volt a gazdasági fejlesztés és tervezés irányelveinek meghatározása, a gazdasági vezető szervek működésének összehangolása és a gazdasági centralizáció megvalósítása.